# واحد تاکتیکی پلیس

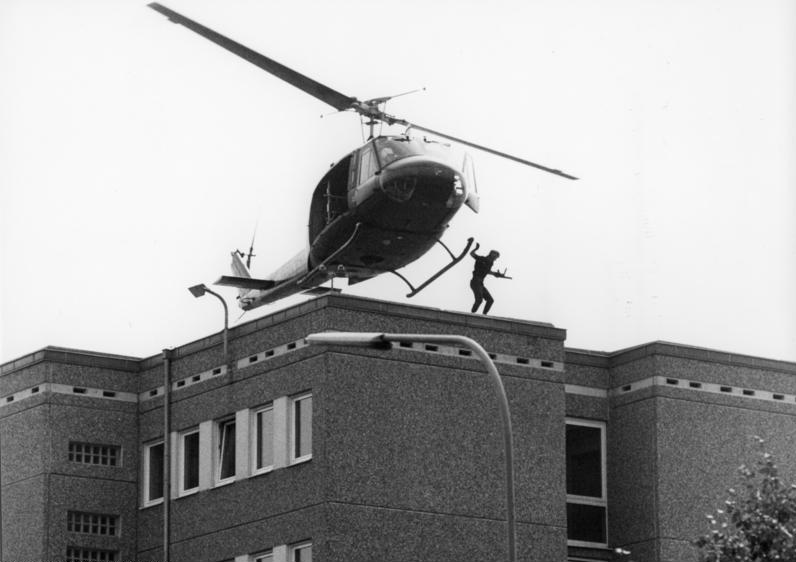
واحد تاکتیکی پلیس آلمان (GSG 9) که در سال ۱۹۷۳ در زمان وقوع حادثه المپیک مونیخ ۱۹۷۲ برای مقابله با تروریسم بین‌المللی تأسیس شد، اولین واحدهای تاکتیکی پلیس بود.

واحد تاکتیکی پلیس (به انگلیسی: Police tactical unit) یک واحد ویژه پلیس است که برای رسیدگی به موقعیت‌هایی که به‌دلیل سطح خشونت یا خطر خشونت فراتر از توانایی نیروهای انتظامی عادی است. مأموریت‌های این واحد شامل جستجوی افراد خطرناک، دستگیری یا کشتن افراد مسلح خطرناک یا مأموریت و مداخله در موقعیت‌های پرخطر مانند ضرب و شتم، گروگان‌گیری و حوادث تروریستی است.